# Venă auriculară posterioară
Vena auriculară posterioară începe pe partea laterală a capului, într-un plex care comunică cu afluenții venei occipitale și ai venelor temporale superficiale. 

Aceasta coboară în spatele auriculei și se alătură diviziunii posterioare a venei faciale posterioare pentru a forma vena jugulară externă. Primește vena stilomastoidă și câțiva afluenți de pe suprafața craniană a auriculei.